# Sint-Eloois-Vijve
Sint-Eloois-Vijve (fr. Vive-Saint-Éloi) – dzielnica (deelgemeente) miasta Waregem w Belgii, w Regionie Flamandzkim, w prowincji Flandria Zachodnia, w okręgu Kortrijk. 1 stycznia 2020 roku liczyła 4032 mieszkańców. Do 31 grudnia 4032 samodzielna gmina. 

## Demografia
Liczba mieszkańców, stan na 1 stycznia:
| Rok                | 1930 | 1947 | 1961 | 2020 |
| ------------------ | ---- | ---- | ---- | ---- |
| Liczba mieszkańców | 1782 | 1870 | 2310 | 4032 |

## Transport
Do 1950 r. znajdowała się tutaj stacja kolejowa Sint-Eloois-Vijve.